# Oryzopsis angustifolia
Oryzopsis angustifolia är en gräsart som först beskrevs av Eduard August von Regel, och fick sitt nu gällande namn av Siro Kitamura. Oryzopsis angustifolia ingår i släktet Oryzopsis och familjen gräs. Inga underarter finns listade i Catalogue of Life.